# Rezerwat przyrody Michnówka
Rezerwat przyrody Michnówka – rezerwat przyrody położony na terenie gminy Hajnówka w województwie podlaskim.
- Powierzchnia: 85,34 ha[1] (według aktu powołującego: 85,86 ha)
- Rok powstania: 1979
- Rodzaj rezerwatu: torfowiskowy
- Przedmiot ochrony: fragment Puszczy Białowieskiej obejmujący torfowisko wysokie oraz otaczające je lasy reprezentujące szereg dobrze zachowanych zbiorowisk leśnych borowych i grądowych.